# Union américaine pour les libertés civiles
Notes
Organisations affiliées à l'ACLU :
 * New York Civil Liberties Union (NYCLU)
 * National Emergency Civil Liberties Committee
L'Union américaine pour les libertés civiles (en anglais American Civil Liberties Union, ACLU) est une importante association à but non lucratif américaine basée à New York dont la mission est de « défendre et préserver les droits et libertés individuelles garanties à chaque personne dans ce pays par la Constitution et les lois des États-Unis ». Ses moyens d'actions sont les poursuites judiciaires, le lobbying législatif et l'éducation civile communautaire. Les actions qu'elle a intentées ont souvent fait évoluer le droit constitutionnel.  Les membres de l'ACLU sont actifs dans les 50 États américain, à Washington, DC, et à Porto Rico. 
Selon son rapport annuel, l'ACLU comptait plus de 500 000 membres à la fin de l'année 2005.

## Histoire
L'ACLU est une organisation indépendante qu'il est difficile de classer dans le spectre politique. Elle a été critique envers les élus et les politiques menées aussi bien par les démocrates que par les républicains. Ses vues sont souvent controversées et critiques des deux partis.
Son fondateur Roger Nash Baldwin est controversé car il a longtemps été un admirateur de l'Union soviétique.
Dans les années 1960 et 1970, elle se distingue en particulier par sa défense de la liberté d'expression des militants du mouvement des droits civiques et du mouvement d'opposition à la guerre du Viêt Nam. Depuis les années 1970, l'association est habituée à défendre la liberté d'expression de personnalités et groupuscules d'extrême droite. À la fin des années 1970, elle soutient un groupe néonazi qui souhaite défiler à Skokie, une ville où vivent de nombreux rescapés des camps de concentration ; cette décision entraîne le départ d'environ 30 000 membres de l'association.
En 2012, l'ACLU accuse le FBI d'espionner la communauté musulmane. 
En janvier 2017, des avocats de l'ACLU remportent la première victoire juridique contre le décret présidentiel 13769 de Donald Trump en obtenant qu'une juge bloque temporairement les expulsions d'immigrés venant de sept pays à majorité musulmane. La même année, des avocats de l'ACLU aident le suprémaciste blanc Jason Kessler à organiser la manifestation « Unite the Right » dans le centre de Charlottesville, qui débouche sur des débordements et un meurtre, ce qui suscite des critiques, aussi bien en dehors qu'au sein de l'association, sur sa position ; le directeur Anthony Romero déclare alors que l'ACLU n'a pas vocation à soutenir les associations qui souhaitent défiler avec « des armes chargées ».
En 2019, l'ACLU et la Freedom of the Press Foundation, ONG de défense de la liberté de la presse, protestent contre l'inculpation de Julian Assange pour infraction à l'Espionage Act, estimant que « pour la première fois dans l’histoire de notre pays, le gouvernement entame une procédure criminelle contre un éditeur pour la publication d’informations véridiques. C’est une attaque directe contre le premier amendement et une escalade inouïe des attaques de l’administration Trump contre le journalisme ».
De 2020 à 2023, Nusrat Jahan Choudhury, directrice juridique de l'ACLU de l'Illinois soutient les efforts de la maire de Chicago, Lori Lightfoot, pour réformer le maintien de l'ordre.

## Procès intentés par l'ACLU

### ACLU contre la NSA
Après le 11 septembre 2001, la NSA lance un programme de surveillance massif dans le cadre de la « guerre contre le terrorisme », connu sous le nom de Terrorist Surveillance Program (TSP).
Le 17 janvier 2006, l'ACLU poursuit en justice la NSA en son nom et aux noms d'autres organisations civiles, considérant qu'elle est affectée par le programme TSP, allégué inconstitutionnel. L'action en justice de l'ACLU échouera finalement en février 2008. En effet, l'administration Bush affirme au contraire la légalité du programme, en raison du secret d'État (State Secrets Privilege), et rejette le droit de l'ACLU à se pourvoir en justice (lui niant un Intérêt à agir suffisant, c'est-à-dire un lien permettant à l'ACLU de se dire menacée, fût-ce de façon imminente, par le programme contesté).
Le 17 août 2006, la juge Anna Diggs Taylor (en) déclare illégale et inconstitutionnelle la surveillance des individus et des organisations civiles par téléphone ou internet. La juge demande à la NSA d'arrêter immédiatement ce programme.
Le 6 juillet 2007, la Cour d'appel des États-Unis pour le sixième circuit déclare que l'ACLU manque de preuves pour démontrer qu'ils étaient surveillés par la NSA, rejetant donc leur droit de se pourvoir en justice et de contester la constitutionnalité du programme.
Le 19 février 2008, la Cour suprême refuse la poursuite du procès contre le programme de surveillance de la NSA. La NSA doit révéler tous les détails des enregistrements, comme l'a demandé la juge Anna Diggs Taylor[réf. nécessaire].

### Jeppesen
En mai 2007, l'ACLU a porté plainte contre Jeppesen, accusant la firme aéronautique d'avoir collaboré avec la CIA pour transporter clandestinement des personnes vers le Maroc, l'Égypte et une base américaine en Afghanistan, où ils auraient été torturés (voir Mohamed et al. v. Jeppesen Dataplan, Inc. (en)). Mais l'administration Bush, puis l'administration Obama, ont invoqué le secret défense. La Cour d'appel des États-Unis pour le neuvième circuit les a désavoués le 28 avril 2009.

### Société américaine de psychologie

54 pays impliqués dans le programme extraordinaire de transfert et de détention de prisonniers de la CIA dans la guerre contre le terrorisme, 2013, Open Society Foundation.

Un scandale au sein de la plus importante organisation de psychologues aux États-Unis, la Société Américaine de Psychologie (APA), a aussi intéressé l'ACLU. À la suite de cette affaire compromettante, l'APA a présenté des excuses ainsi que la démission d'une partie de sa direction (le PDG Norman B. Anderson, le vice-PDG Michael Honaker, le directeur des relations publiques Rhea Farberman et le directeur en matière d'éthique Stephen Behnke), avant de changer de dénomination pour celle d'Association de Psychologie Scientifique (APS), cherchant à se désolidariser des individus concernés, à fuir ses responsabilités politiques, morales, méthodologiques et scientifiques,.
En particulier, la formation clinique, la régulation et le contrôle clinique des pratiques de ses adhérents n'étaient pas assurés par cette association, du fait de son paradigme méthodologique et psychologique empirique.
Une collusion avec les agences gouvernementales, dans le cadre d'un programme de mesures contre le terrorisme, visait à permettre aux psychologues de continuer à participer à des techniques violentes de conditionnement qualifiées de torture, utilisant à des fins d'interrogatoire la simulation de noyade, l'isolation sensorielle, la privation de sommeil, la réhydratation rectale, le simulacre d'exécution ou les passages à tabac,.
Le « waterboarding » ou simulation de noyade consiste à plonger la tête d’un prisonnier dans une bassine et à verser de l'eau sur un tissu qui bouche le nez et la bouche le plus longtemps possible, jusqu’à ce qu’il croie mourir. Selon le New York Times, le « cerveau » présumé des attentats du 11 septembre 2001, Khalid Sheik Mohamed, aurait été noyé 183 fois, tandis qu'un autre membre d'Al-Quaïda Abou Zoubaydah, l'a été 83 fois.

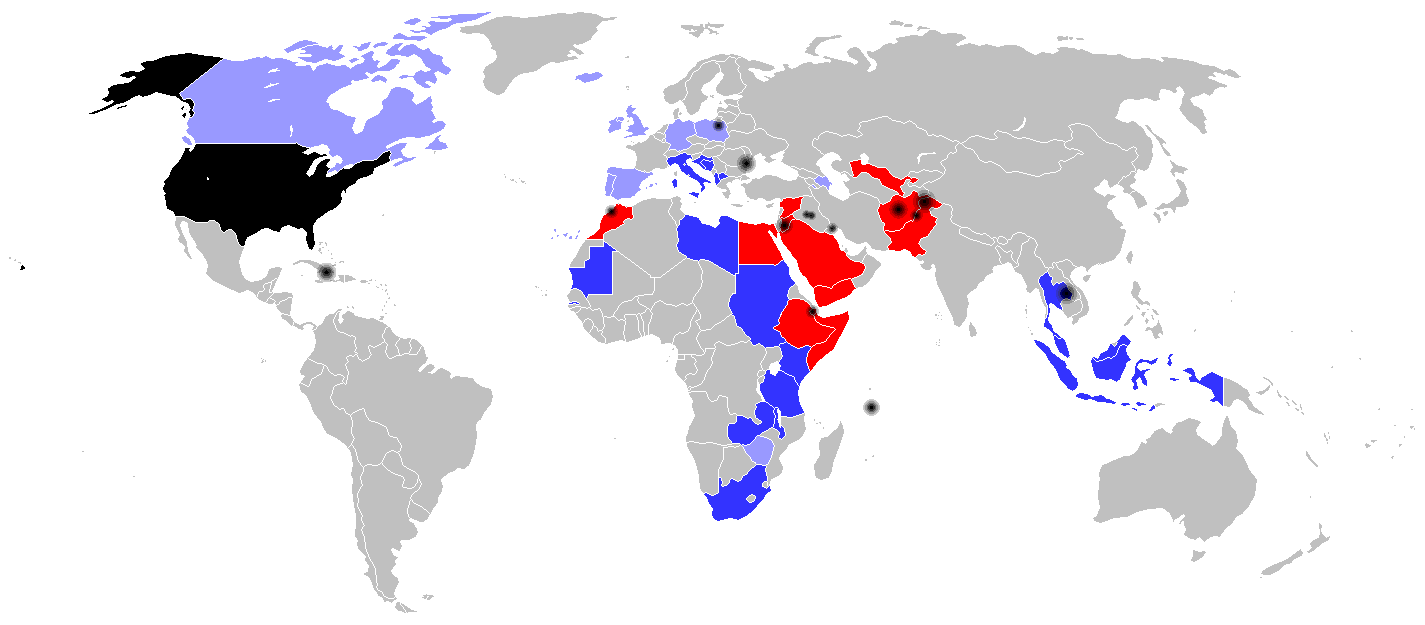
Les sites secrets du programme extraordinaire de transfert et de détention de la CIA ; Bleu foncé : Pays d'où les prisonniers auraient été extradés ; Bleu clair : Pays où le transport des prisonniers aurait été autorisé ; Rouge : Pays supposés de destination des prisonniers ; Noir : Sites secrets de la CIA suspectés - Sources: Amnesty International, Human Rights Watch, Wikipedia, 2007.

Dans un article du New York Times, James Risen révèle que l’Association américaine de psychologie a étroitement et secrètement collaboré avec la CIA, la Maison-Blanche et le Pentagone pour sauver le programme d’interrogatoire fortement menacé en 2004 après les révélations de graves cas de torture dans la prison américaine d’Abou Ghraib en Irak. Les faits sont publiés dans un rapport établi par des professionnels de la santé et des activistes des droits de l’homme. Parmi eux, Stephen Soldz, un spécialiste de psychologie clinique et professeur à la Graduate School of Psychoanalysis à Boston, Steven Reisner, également psychologue clinicien et membre fondateur de la Coalition for an Ethical Psychology et Nathaniel Raymond, directeur du Signal Program on Huam Security and Technology à la Harvard Human Initiative. À leurs yeux, l’Association américaine de psychologie a joué un rôle crucial dans le sauvetage du programme de torture. Selon le journaliste James Risen, l’association a autorisé des responsables de l’administration Bush à élaborer certaines des politiques de l’association, qui nie avoir facilité quoi que ce soit. Le rôle de psychologues dans le programme de torture de l’administration Bush n’en continue pas moins de faire l’objet d’enquêtes. En 2005, une commission de l’Association américaine de psychologie, la “Presidential Task Force on Psychological Ethics and National Security”, avait conclu que les psychologues pouvaient continuer à être impliqués dans le programme d’interrogatoires pour s’assurer qu’ils répondaient à des critères de sécurité et de légalité et qu’ils étaient efficaces. Mais le rapport de cette task force fut si critiqué par les professionnels de la branche que l’association a retiré les directives autorisant ses psychologues à collaborer.
Des mémos de la CIA publiés par le New York Times indiquent 10 techniques employées successivement en crescendo pour faire craquer les suspects : « Agripper pour forcer l'attention, mur sur lequel on pousse le suspect violemment avec déclenchement d'un son très fort, maintien forcé du visage, gifles avec insultes, confinement dans un espace réduit dans l'obscurité, maintien en position debout contre un mur pour provoquer la fatigue musculaire, positions stressantes, privation de sommeil, enfermement (du suspect) avec des insectes, simulacre de noyade ». Toutes les techniques ne sont pourtant pas intégralement révélées dans cette partie du mémo, puisque le rapport sénatorial de 2014, qui a été préfacé par John R. Macarthur, le président du prestigieux Harper's Magazine, décrit des « manipulations diététiques », de la nudité forcée, de l'étranglement, du bruit continu, des couches culottes portées de force des jours durant, la roulette russe et l’utilisation de la perceuse. L'ensemble des techniques utilisées par la CIA sont qualifiées comme étant « dignes de celles de la Gestapo » par le journaliste politique. Ces méthodes, mises en place par l'administration Bush après le 11 septembre 2001 et pratiquées par la CIA, sont considérées comme de la torture par les Nations unies et ont été interdites par le président Barack Obama. En janvier 2009, lors de sa prise de fonction, ce dernier, devant les révélations de la presse sur les méthodes de la CIA inventées par Mitchell et Jessen, les a proscrites par décret avec le programme d'enlèvement de la CIA, sans que personne depuis lors n'ait été sérieusement inquiété pour les avoir ordonnées ou exécutées.
Cependant, une plainte a été déposée en octobre 2015 devant un tribunal fédéral de l’État de Washington au nom de trois ex-détenus par l'Union américaine pour les libertés civiles (ACLU), visant James Mitchell et John Bruce Jessen, deux psychologues sous-traitants de l'APA recrutés en 2002 par la CIA comme « architectes du programme d'interrogatoire » dans le cadre de la guerre contre le terrorisme lancée par George W. Bush après les attentats du 11 septembre 2001. Ils auraient « gagné 81 millions de dollars » en aidant la CIA à mettre en place et à appliquer un programme de torture. Le principe et les méthodes de ce programme d’enlèvements ont été dénoncés par le rapport du Sénat américain de 2014, qui détaille les techniques utilisées par les psychologues pour faire parler les suspects. En 2005, un an après les terribles images de sévices commis par des militaires américains dans la prison d'Abou Ghraib, la presse américaine met à découvert les avions secrets de la CIA, affrétés pour le « programme extraordinaire de transfert et de détention de prisonniers », planifiés pour interroger des personnes suspectées de terrorisme dans des « sites noirs » — hors de tout contrôle et répartis à l’extérieur des États-Unis dans 54 pays.
Une requête de l'ACLU a en outre permis la déclassification de documents décrivant les méthodes de la CIA, révélant 83 cas de torture par simulation de noyade, ainsi que plusieurs cas de détention erronée ayant amené les détenus à de faux aveux. Il est reproché aux psychologues d'avoir « conçu les méthodes » d'interrogatoire de l'agence de renseignement, et mené des « expérimentations illégales sur des prisonniers pour tester et affiner » ces méthodes. L'un des plaignants dans la procédure, l'Afghan Gul Rahman, est mort de froid pendant sa détention par la CIA, victime d'hypothermie mais aussi de déshydratation, de manque de nourriture, et d'une immobilité forcée à cause d'un « enchaînement ». C'est sa famille qui le représente. James Mitchell et John Bruce Jessen « ont affirmé que leur programme (d'interrogatoire) était basé sur la science, sûr, et prouvé, (...) »
Bien que contraints de se justifier devant une cour de justice, ils ne seront pas poursuivis grâce à l'accord secret qu'ils ont passé avec l’ACLU.
En dépit des actions en justice de la société civile, Donald Trump, élu Président des États-Unis en novembre 2016, a déclaré durant sa campagne électorale vouloir changer radicalement la politique étrangère américaine et être favorable « absolument » à la légalisation des méthodes d'interrogatoire par simulation de noyade, jugeant que le groupe État Islamique faisait bien pire, lors de l'émission dominicale This Week sur la chaîne de télévision ABC. Il a exprimé son intention de modifier les lois interdisant cette méthode psychologique empirique, ainsi que d'autres formes plus extrêmes de torture des prisonniers, estimant que l'interdiction de ces pratiques place les États-Unis dans une situation de désavantage stratégique dans la guerre contre l'État Islamique. Il a également défendu le meurtre des femmes et des enfants des terroristes. Les déclarations de Donald Trump, parfois décriées jusque dans le parti Républicain, n'ont pas entamé sa popularité. « Je pense que la simulation de noyade, c'est de la gnognotte par rapport à ce qu'ils nous font subir », a-t-il déclaré, citant l'exemple de la décapitation de James Foley, un journaliste américain exécuté par un bourreau de l'EI en août 2014.
Les dirigeants de l'Association américaine de psychologie (APA) ont recommandé à la suite de ces affaires un renforcement des règles éthiques pour interdire aux adhérents de participer à des interrogatoires de l'armée ou des services de renseignement. Le conseil d'administration a soumis cette recommandation au vote de ses membres lors de la conférence annuelle de l'association à Toronto au Canada, prévue du 1er au 3 août 2015, afin que toute participation d'un psychologue à des interrogatoires relevant de la sécurité nationale, dont les activités antiterroristes, constituerait une transgression de la politique éthique de l'APA. Cette règle s'applique également aux méthodes d'interrogatoire dites non-coercitives auxquelles recourt l'administration américaine actuelle. La recommandation des responsables de l'APA répond à un rapport publié plus tôt en juillet 2015, contenant les résultats d'une enquête indépendante reconnaissant la participation des psychologues de l’APA à des programmes d'interrogatoire musclés de l'agence américaine de renseignement et du ministère de la Défense du temps de l'administration Bush. Cette enquête menée pour le conseil d'administration de l'APA par un avocat de Chicago, David Hoffman, a déterminé qu'il y avait eu collusion entre des responsables de l'APA pour aligner les politiques de cette dernière sur celles du Pentagone, de manière que des psychologues puissent continuer à participer à ces interrogatoires. Les enquêteurs ont également établi que des psychologues de l’APA avaient aidé la CIA à dissimuler certains aspects de son programme d'interrogatoire pour qu'il ne puisse pas être remis en question éthiquement par des médecins et d'autres professionnels de santé. « Le rapport Hoffman contient des faits très troublants qui révèlent des exemples préoccupants de collusion qui n'étaient pas connus », avait souligné après la publication du document Susan McDaniel, membre du comité spécial indépendant de l'APA chargé de faire la lumière sur ces pratiques.
En août 2007, pour son congrès annuel à San Francisco, l’APA avait rejeté un moratoire sur la participation de ses membres aux interrogatoires réalisés dans les centres de détention du programme extraordinaire de transfert de prisonniers. Le regroupement professionnel a adopté en lieu et place une résolution interdisant seulement la participation à certaines techniques violentes d’interrogatoire, alors que l’Association Médicale Américaine,  l’Association Psychiatrique Américaine, l’Association Américaine des Traducteurs et la Société pour l’Ethnomusicologie (la musique à haut volume  était utilisée comme technique de torture) interdisaient déjà leurs adhérents de participer à des interrogatoires où les droits fondamentaux humains ne sont pas respectés. Tandis que l’administration Bush déniait l’utilisation de la torture, un rapport secret de l’International Committee of the Red Cross says avait déjà fuité, montrant l’effectivité de ces pratiques. Après le vote de rejet du moratoire à l’APA, le Dr Steven Reisner, partisan du moratoire a demandé : « Je veux savoir si l’adoption de cette résolution proscrit l’implication des psychologues dans les techniques d’interrogatoire améliorées que le Président des États-Unis a autorisées dans les sites secrets de la CIA. »
Les défenseurs de la résolution de 2007 affirmaient que les psychologues devaient être présents aux interrogatoires pour « protéger les prisonniers », pour s’assurer que les militaires ne dépassent pas les limites, alors que dans les faits les psychologues ont aidé les militaires à repousser les limites des techniques d’interrogatoire afin de briser les prisonniers.
Le Dr Jeffrey Kaye, un psychologue de l’organisation Survivors International, une association de survivants de la torture, a estimé que les psychologues étaient pris dans un cercle vicieux : ils ne pouvaient pas participer aux techniques violentes d’interrogatoire, mais pouvaient participer aux conditions violentes de détention. D’après lui : « Vous voyez, ils n’utilisent pas la privation de sommeil pendant qu’ils vous interrogent, ils l’utilisent avant votre interrogatoire, comme un paramètre des conditions de détention, pour que vous soyez affaibli durant l’interrogatoire. Le gagnant du jour, et je suis sûr que leurs avocats sont très contents, c’est la CIA. »
Lorsque la convention annuelle a démarré ses travaux, Anthony Romero de l’ACLU a porté publiquement une lettre à l’APA exigeant un moratoire et alertant que les psychologues s’exposaient à une responsabilité pénale et à des poursuites : « Nous avons trouvé des preuves troublantes de la collusion des psychologues médicaux dans le développement et l’implémentation de procédures destinées à infliger des blessures psychologiques aux prisonniers de Guantanamo Bay et d’autres infrastructures. »
À l’ouverture de la session de l’APA sur l’éthique et les interrogatoires, une interrogatrice du Pentagone s’exprimant sous pseudonyme, le “Dr Katherine Sherwood”, a souhaité que l’assemblée sache que les interrogatoires étaient conduits professionnellement. Elle a raconté que l’accès aux dossiers médicaux des prisonniers lui était refusé : « J’aime cuisiner à la maison pour les détenus et je leur amène des plats maison pour nos sessions d’interrogatoire. J’avais besoin de savoir si l’un d’entre eux avait une allergie aux cacahuètes, et cela était pris au sérieux. Il y avait une procédure en place où... l’agent de liaison pouvait demander au personnel médical, qui pouvait choisir ou non de donner une réponse. »
Cette petite cuisine éclaire sous un jour nouveau le terme de « psychologue BSCT » (à prononcer biscuit) qui désigne la Behavioral Science Consultation Team (Équipe de consultation en science comportementale). C’est cette équipe de psychologues qui a participé à développer les techniques violentes d’interrogatoires, et dont le rapport de l’International Committee of the Red Cross établit qu’elle a transmis des informations sur « les vulnérabilités et la santé mentale » des détenus, afin de faciliter leur anéantissement psychologique. La lettre de l’ACLU se concluait par ces mots : « L’histoire de la torture est inexorablement liée au détournement des connaissances scientifiques et médicales. Alors que nous pénétrons plus avant dans le XXIe siècle, il n’est plus suffisant de s’exprimer publiquement pour dénoncer la torture ; nous devons plutôt séparer une bonne fois pour toutes les bourreaux des soignants. En tant que gardiens de la psyché, les psychologues ont le devoir de promouvoir un traitement humain pour tous. »